# Arnold Meri

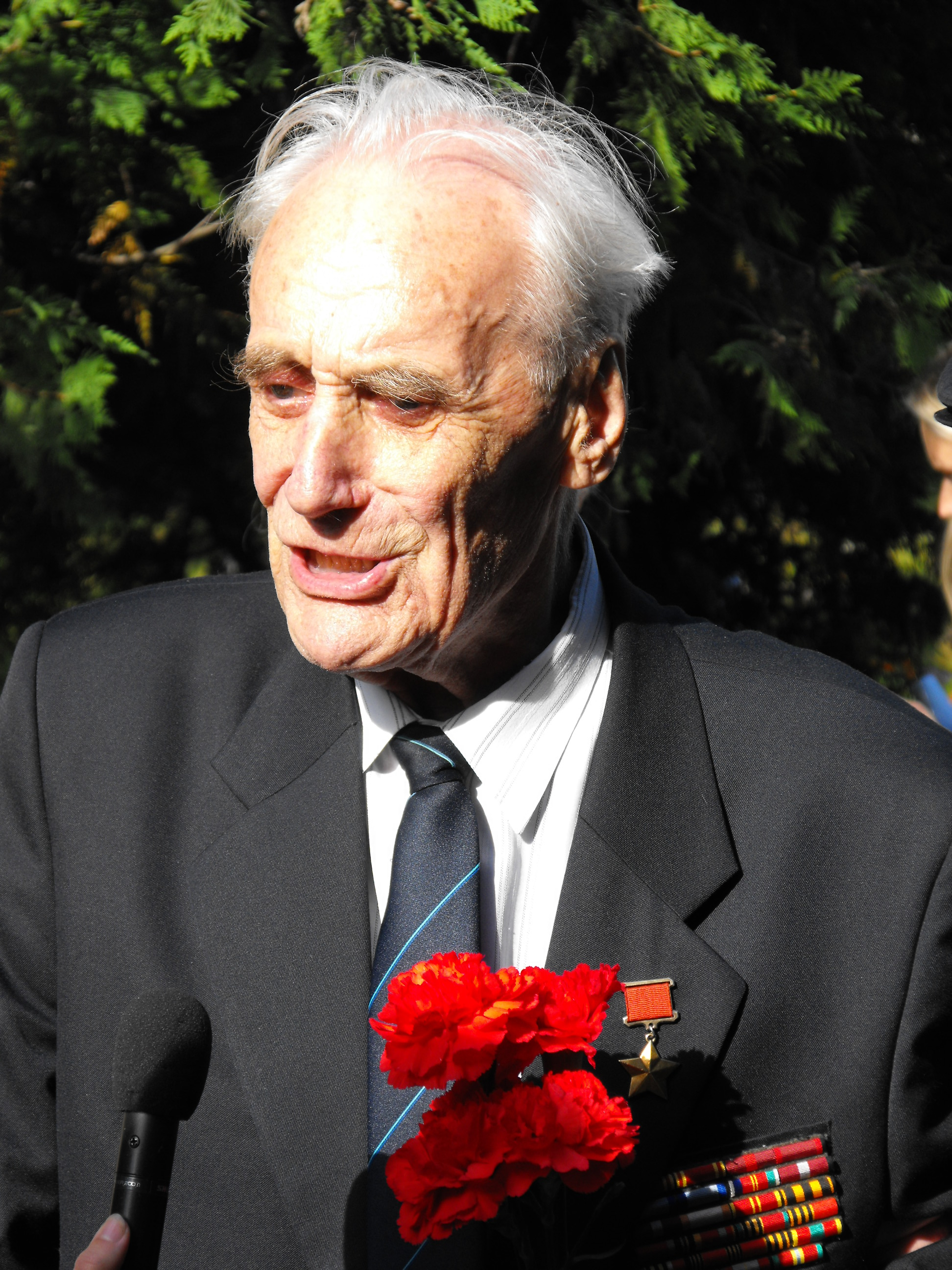
Arnold Meri in 2008

Arnold Meri (Tallinn, 1 juli 1919 - aldaar, 27 maart 2009) was een Estisch oorlogsveteraan en Held van de Sovjet-Unie.

## Biografie
Meri was een veteraan  van de Tweede Wereldoorlog en werd in 1941 onderscheiden als Held van de Sovjet-Unie, als eerste Est ooit. Van in totaal ongeveer 15.000 personen die deze onderscheiding hadden gekregen, was hij de 517e.
Zijn orde werd hem echter in 1951 afgenomen, ook werd hij uit de communistische partij gezet omdat men hem ervan verdacht te mild opgetreden te hebben tijdens de deportatie en Estse nationalistische gevoelens te koesteren. Vervolgens ging hij als arbeider aan de slag bij een houtfabriek in Tallinn. Al spoedig verhuist hij naar Gorno-Altajsk in Siberië, omdat hij ervoor vreest anders gedwongen naar Siberië gedeporteerd te worden. In dat geval zou hij niet alleen het lidmaatschap van de partij verliezen, maar ook burgerrechten. Pas na Stalins dood en de daaropvolgende destalinisatie wordt zijn naam in de Sovjet-Unie in ere hersteld.
In 1956 wordt hij weer lid van de communistische partij en in 1960 keert hij naar Estland terug, waar hij eerste viceminister van Onderwijs van de Estische Socialistische Sovjetrepubliek wordt. In 1989 gaat hij met pensioen. Tot aan zijn dood was Meri voorzitter van het Estse Antifascistisch Comité.
Arnold Meri is populair bij het Russische bevolkingsdeel van Estland. Onder etnische Esten bestaat er geen consensus. Een deel van de Esten beschouwt hem als held, een deel als collaborateur.
Op het einde van zijn leven werd hij door Estland vervolgd voor misdaden tegen de menselijkheid wegens de deportatie van honderden Esten van het eiland Hiiumaa naar Stalins kampen in 1948. Het proces was nog niet afgelopen bij zijn overlijden. Meri gaf zelf aan dat dit proces gevoerd werd als vergelding voor zijn antifascistische activiteiten en scherpe kritiek op de Estse politici.

## Varia
Zijn neef was de vroegere president van Estland, Lennart Meri. 